# Ґедель, Ешер, Бах
Gödel, Escher, Bach: An Eternal Golden Braid (скорочено GEB; укр. Ґедель, Ешер, Бах. Вічне золоте плетиво) — книжка Дугласа Гофстедтера (англ. Douglas Richard Hofstadter), лауреат Пулітцерівської премії. Книгу часто називають «метафоричною фугою про розум та машини в дусі Льюїса Керрола». (у перевиданнях ця фраза іде як subtitle [підназва, — частина назви]).
На поверхні, GEB розглядає спільні риси в творчості та винаходах логіка Курта Геделя, художника М. К. Ешера та композитора Йогана Себастьяна Баха. На глибшому рівні, книжка представляє детальне висвітлення концепцій, на яких ґрунтуються математика, симетрія та розум.
Через ілюстрації та аналіз, в книзі обговорюється те, як автореференція та формальні правила дозволяють системам набувати розуму, попри те, що вони створені зі складових «без розуму». Також книжка описує значення спілкування, способи представлення та збереження знань, методи та обмеження символьного представлення та навіть фундаментальне поняття «значення».
У відповідь на плутанину з трактуванням основної теми книжки, Гофстедтер наголосив, що GEB не про математику, мистецтво або музику, а про те, як з'являється пізнання на основі добре прихованих нейронних механізмів. В книзі показано аналогію співпраці окремих нейронів мозку для створення відчуття єдиного розуму з соціальною організацією колонії мурашок.

### Переклад українською
Ґедель, Ешер, Бах. Вічне золоте плетиво / Дуґлас Р. Гофстедтер; переклад з англійської Г. Ігліна. — Київ: Видавництво BookChef, 2025. — 1024 с. ISBN 978-617-548-343-5